# Koen Calliauw
Koen Calliauw (Antwerpen, 1942 – aldaar, 27 december 2014) was een Belgisch journalist en politicus.

## Levensloop
Calliauw richtte het Daklozen Actie Komité op. Als journalist was hij onder andere hoofdredacteur van het weekblad De Rode Vaan van de Kommunistische Partij van België.
Calliauw kwam in de jaren 1990 eerst op als kandidaat in verkiezingen bij de Beweging voor Sociale Vernieuwing (BSV) van Patsy Sörensen. Later zetelde hij twee keer als districtsraadslid voor Agalev, later Groen!, maar hij werd in 2003 uit de partij gezet. Hij bleek op dat moment ook op de kieslijst te staan van RESIST, een samenwerking tussen de PVDA en de Arabisch-Europese Liga (AEL).
Koen Calliauw werd zaterdag 27 december 2014 dood gevonden in zijn appartement.